# Je me perds
Je me perds è il secondo singolo della cantante francese Jena Lee, estratto dal suo album di debutto Vous remercier e pubblicato il 20 febbraio 2010 dall'etichetta discografica Mercury Records.
Il singolo è entrato alla quarta posizione della classifica francese, restandovi in totale per quaranta settimane. Ha avuto un discreto successo anche in Vallonia, dove è arrivatio alla posizione numero 59.

## Tracce
1. Je me perds – 4:27

## Classifiche
| Classifica (2010) | Posizione massima |
| ----------------- | ----------------- |
| Belgio (Vallonia) | 59                |
| Francia           | 4                 |